# Garagem da HP

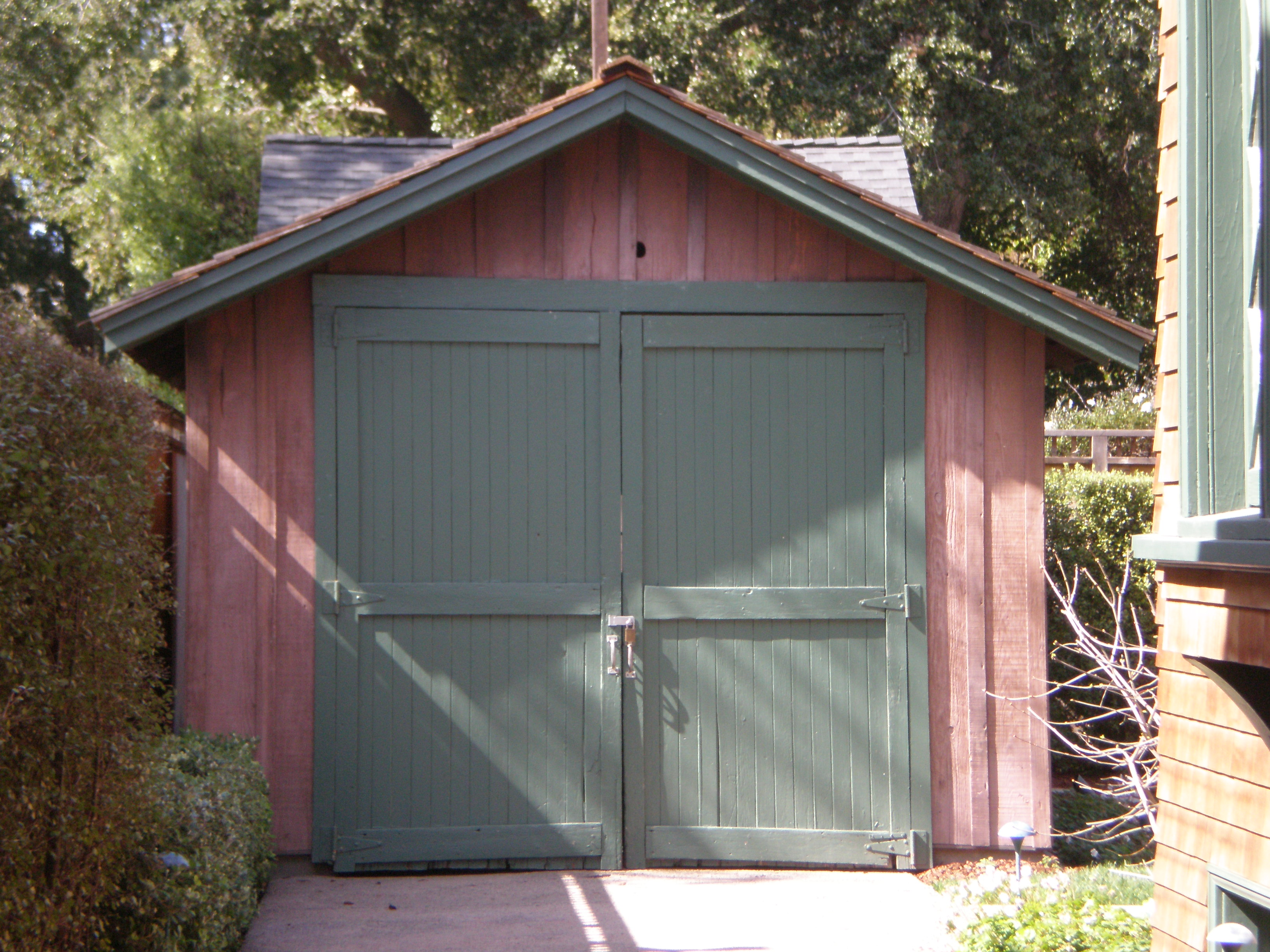
A Garagem da HP em março de 2009.

A Garagem da HP (HP Garage em inglês) é um museu privado onde foi fundada a empresa Hewlett-Packard (HP). Ele está localizado na Avenida Addison 367 em Palo Alto, Califórnia. O local é considerado o berço do Vale do Silício. Na década de 1930, a Universidade Stanford e seu Reitor de Engenharia Frederick Terman começaram a encorajar professores e graduados a permanecer na área em vez de deixar a Califórnia, e desenvolver uma região de alta tecnologia. Os fundadores da HP, Bill Hewlett e David Packard, são considerados os primeiros alunos de Stanford a seguir o conselho de Terman.
Desde então, a garagem foi designada um marco histórico da Califórnia e está listada no Registro Nacional de Lugares Históricos. Embora não esteja aberto para passeios públicos, a propriedade pode ser vista da calçada e da garagem.

## História
A casa, originalmente designada como Avenida Addison 367, foi ocupada pela primeira vez em 1905 pelo Dr. John Spencer, sua esposa Ione e suas duas filhas adultas. O Dr. Spencer se tornou o primeiro prefeito de Palo Alto em 1909. Em 1918, a casa foi dividida em dois apartamentos separados, numerados 367 e 369.
Em 1937, David "Dave" Packard, então com 25 anos, visitou William "Bill" Hewlett em Palo Alto e os dois tiveram sua primeira reunião de negócios. Ambos estudaram na Universidade Stanford, onde seu Reitor de Engenharia Frederick Terman encorajou seus alunos a estabelecer suas próprias empresas de eletrônicos na área em vez de deixar a Califórnia.
Em 1938, Dave e Lucile Packard recém-casados se mudaram para a 367 Addison Ave, o apartamento de três cômodos do primeiro andar, com Bill Hewlett dormindo no galpão. A Sra. Spencer, agora viúva, mudou-se para o apartamento do segundo andar, 369 Addison. Hewlett e Packard começaram a usar a garagem para um carro, com $ 538 (equivalente a $ 9.772 em 2019) de capital.
Em 1939, Packard e Hewlett formaram uma parceria, criando o nome Hewlett-Packard.
O primeiro produto da Hewlett-Packard, construído na garagem, foi um oscilador de áudio, o HP200A. Um dos primeiros clientes da Hewlett-Packard foi o Walt Disney Studios, que comprou oito osciladores para testar e certificar os sistemas de som nos cinemas que iriam rodar o primeiro grande filme lançado em som estereofônico, Fantasia.

## Galeria
| - Avenida Addison, números 367-369. - Placa de Marco histórico da Califórnia. - Garagem vista do passeio frontal. - A Garagem da HP em setembro de 2002. |

## Designações históricas
- California registered landmark, 1987[12]
- National Register of Historic Places, 2007[12]